# Team Wiggins Le Col
Team Wiggins Le Col, é um equipa ciclista britânico de categoria Continental, fundado na temporada de 2015 baixo a iniciativa de Bradley Wiggins.

## História
A equipa em seus inícios foi subvencionado pela cadeia de televisão Sky bem como pela British Cycling Federation até ao ano 2018, já que o objectivo da equipa era o desenvolvimento da equipa britânica face aos Jogos Olímpicos de Verão de 2016.
A partir do ano de 2019, a equipa recebe um novo patrocinador Le Col, a  marca de roupa ciclista britânica deseja com este patrocínio gerar um meio para que os jovens corredores cresçam e melhorem como atletas e como indivíduos, enquanto desenvolvem um conjunto de habilidades e conhecimentos necessários para ter uma carreira longa, saudável e com sucesso, tanto dentro como fora da bicicleta.
Com esta equipa, a 7 de junho de 2015, Bradley Wiggins conseguiu o seu Recorde da hora com uma marca de 54,526 km.

## Material ciclista

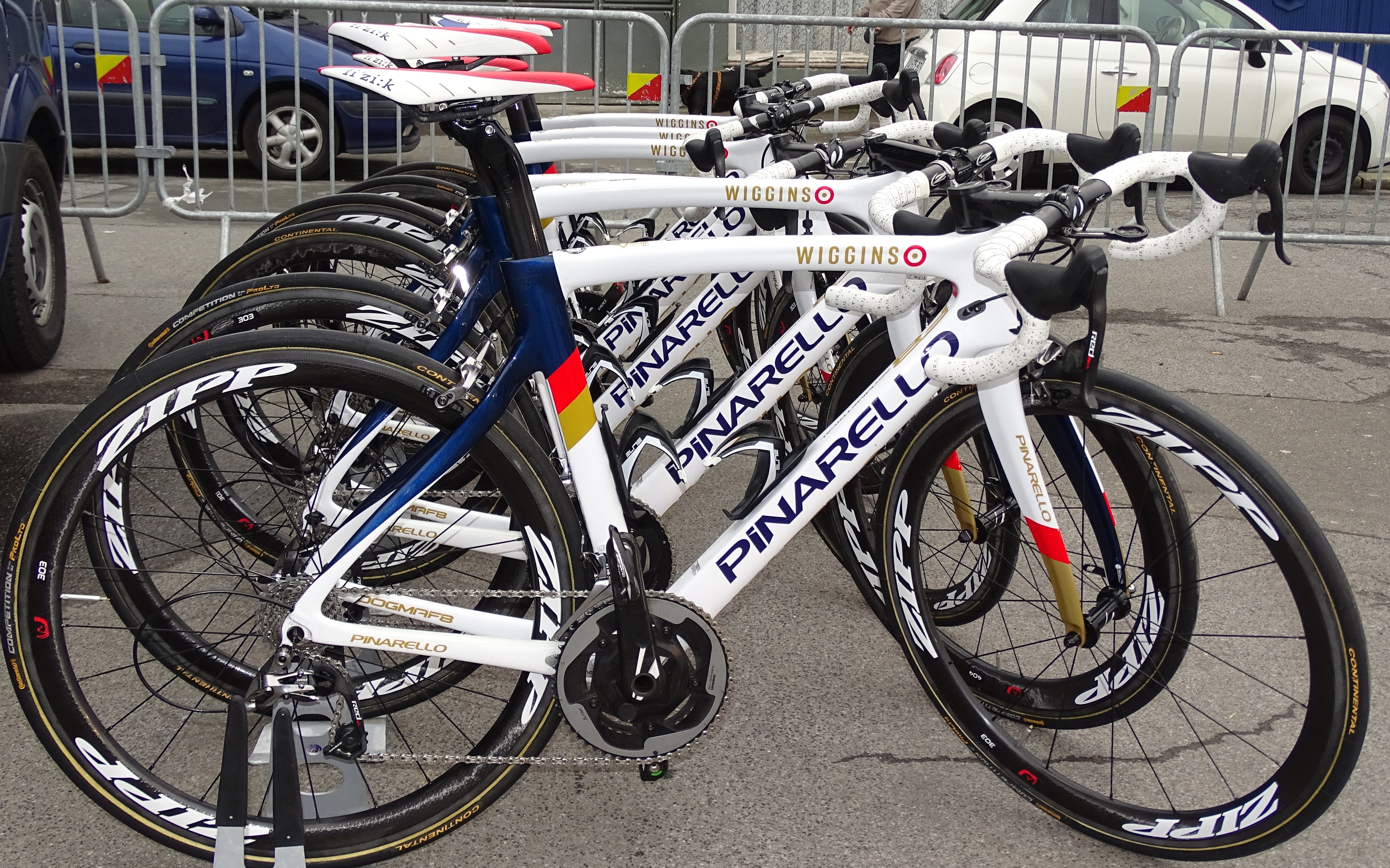
Bicicletas utilizadas

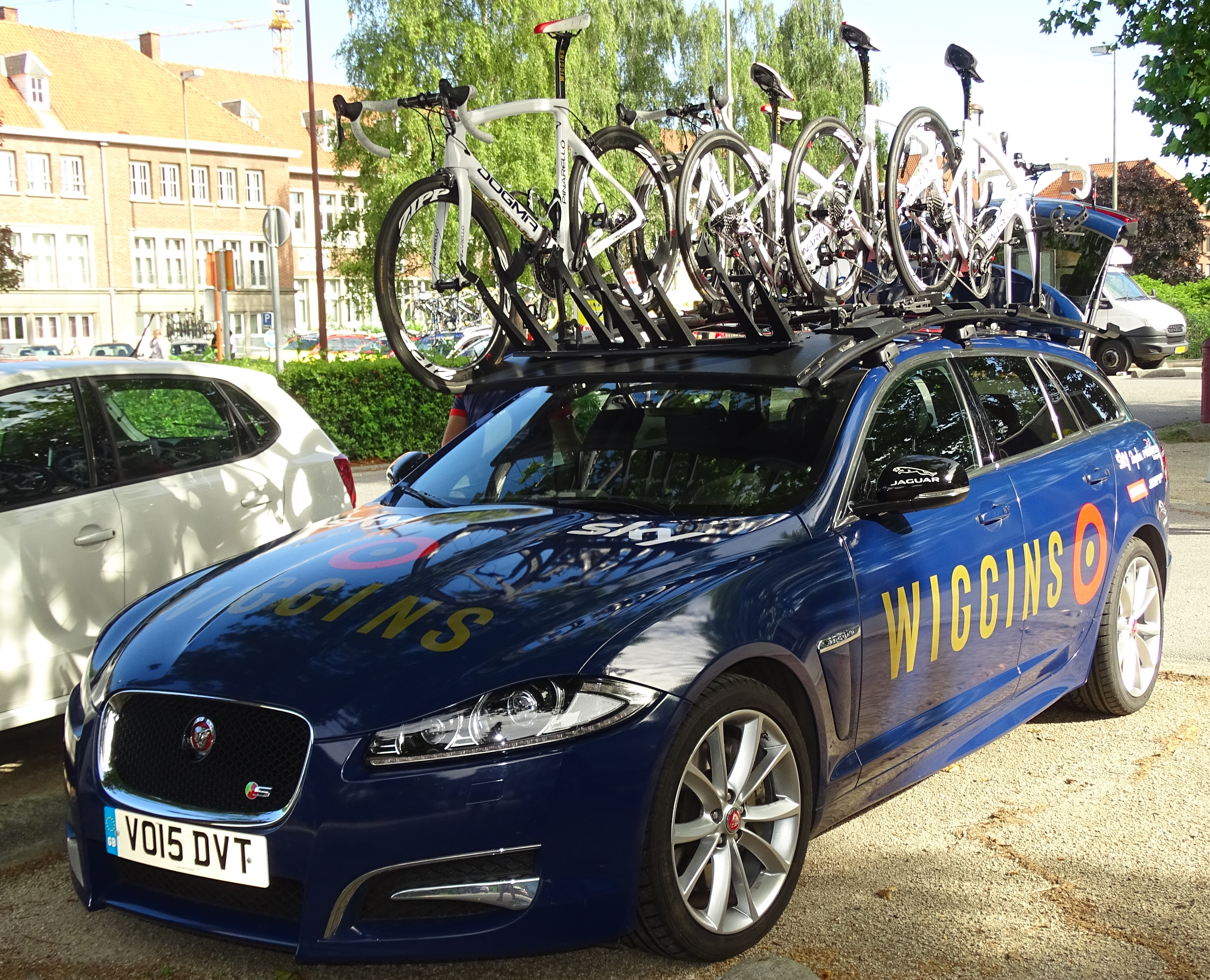
Veículo da equipa

A equipa utiliza a roupa desportiva do patrocinador principal Le Col, bem como também utiliza bicicletas Pinarello com componentes SRAM e rodas Zipp. Os veículos de assistência são da marca Subaru.

## Classificações UCI
A partir de 2005 a UCI instaurou os Circuitos Continentais UCI, onde a equipa está desde que se criou em 2015, registado dentro do UCI Europe Tour. As classificações da equipa e do seu ciclista mais destacado são as seguintes:
| Temporada           | Classificação por equipas | Melhor corredor na classificação individual | Posição |
| 2015 (America Tour) | 50º                       | Owain Doull                                 | 343º    |
| 2015 (Europe Tour)  | 61º                       | Owain Doull                                 | 52º     |
| 2016 (Ásia Tour)    | 47º                       | Jonathan Dibben                             | 164º    |
| 2016 (Europe Tour)  | 38º                       | Jonathan Dibben                             | 281º    |
| 2017 (Europe Tour)  | 70º                       | James Knox                                  | 399º    |
| 2018 (Europe Tour)  | 47º                       | Mark Downey                                 | 254º    |
| 2018 (Oceania Tour) | 12º                       | James Fouche                                | 41º     |

## Palmarés

### Palmarés 2019

#### Circuitos Continentais UCI
| Datas       | Circuito                | Carreiras                                     | Ganhador         |
| 22 de março | UCI Europe Tour de 2019 | 3.ª etapa da Volta ao Alentejo                | Gabriel Cullaigh |
| 6 de abril  | UCI Europe Tour de 2019 | 2.ªb etapa do Triptyque des Monts et Châteaux | Thomas Pidcock   |

#### Campeonatos nacionais
| Datas        | Carreiras                              | Ganhador     |
| 6 de janeiro | Campeonato da Nova Zelândia em Estrada | James Fouché |

## Elenco

### Elenco de 2019
| Nomeie                | Nascimento | Nacionalidade | Equipa de 2018          |
| Lawrence Carpenter    | 02/08/1993 | Reino Unido   | Neoprofissional         |
| Mark Christian        | 20/11/1990 | Reino Unido   | Aqua Blue Sport         |
| Gabriel Cullaigh      | 08/04/1996 | Reino Unido   | Team Wiggins            |
| Mark Donovan          | 03/04/1999 | Reino Unido   | Team Wiggins            |
| James Fouché          | 28/03/1998 | Nova Zelândia | Team Wiggins            |
| Ben Healy             | 11/09/2000 | Irlanda       | Neoprofissional         |
| Samuel Jenner         | 02/04/1997 | Austrália     | Mitchelton-BikeExchange |
| Corentin Navarro      | 29/11/1997 | França        | Team Wiggins            |
| Michael Ou'Loughlin   | 14/02/1997 | Irlanda       | Team Wiggins            |
| Thomas Pidcock        | 30/07/1999 | Reino Unido   | Team Wiggins            |
| Callum Riley          | 22/09/1994 | Reino Unido   | Neoprofissional         |
| Oliver Robinson       | 30/03/1999 | Reino Unido   | Team Wiggins            |
| Jacques Sauvagnargues | 24/09/1999 | Reino Unido   | Team Wiggins            |
| Robert Scott          | 24/07/1998 | Reino Unido   | Team Wiggins            |
| Daniel Tulett         | 03/07/1999 | Reino Unido   | Neoprofissional         |